# 朱維方

朱維方牧徽

朱維方（1927年12月10日—2016年9月7日），聖名味噌爵，天主教永嘉教區（溫州教區）正權主教，獲教廷和中國政府承認。

## 早年
出生於永嘉縣暘嶴村，因受家庭及教會信仰氛圍影響，萌發了修道念頭，於十三歲離家進入寧波增爵小修院，後曾就讀寧波、嘉興、福州等地的大修院，最後於1955年七月在上海徐家匯聖母無玷聖心神學院畢業。但他提前於1954年10月6日在徐家匯接受鐸職。

## 鐸職
1955年從神學院畢業後，朱神父到平陽縣錢庫天主堂協助牧靈福傳工作，但因政治氣氛緊張，僅四個月便不得不離開。直至同年十一月，朱神父首次被捕，1971年才獲釋，作為四類分子在家鄉繼續接受「改造」。其後於1982年復活節再度被捕入獄，直至1988年才獲釋。在這兩次坐監之外的時間裡，他堅持著牧靈傳教工作，在溫州市區先後成立了六十個學習班。在蒼南平陽和王益駿副主教一起「苦幹猛幹」，為今天蒼平兩地教務的興盛打下了良好基礎。

## 牧職
2009年1月20日接受秘密祝聖為主教，並於翌年12月23日，舉行公開就職典禮。近年，浙江省當局以「三改一拆」之名，拆除基督教及天主教堂的堂頂十字架，朱主教於2015年7月，帶領神父前往政府部門抗議。

## 逝世
主教晚年患上癌症，去世一個多月前已因病住院療養，在八月下旬更患了感冒，令肺部感染，需要住進加護病房。在朱主教身體狀況轉差之際，邵祝敏助理主教、秘書長姜溯念神父及至少有一位神父於一周前已經「被旅遊」。主教去世後，由屬於地下教會的邵助理主教自動繼任，成為正權主教。